# Leanna García
Leanna García (Ottawa, 1995) es una deportista hispano-canadiense que compite en bobsleigh en las modalidades doble y monobob.

## Trayectoria
Nació en Ottawa, Canadá, en 1995. Su familia paterna es del municipio español de Colmenar Viejo. Durante su infancia y adolescencia, practicó atletismo en las disciplinas de lanzamiento de martillo y peso, llegando a competir a nivel universitario. En 2019 comenzó a entrenar en bobsleigh. Fue la representante de Canadá en este deporte durante varios años, en la posición de break woman en la modalidad por parejas.
Después, empezó a competir por España gracias a su pasaporte español, debutando en noviembre de 2024 en la Copa América de Whistler. Fue la primera española en competir en monobob. En 2025 fue tercera en la competición de Sigulda, obteniendo el primer podio español femenino en monobob.
Se clasificó por España en la categoría de monobob para el Campeonato Mundial de Bobsleigh de 2025 en la ciudad estadounidense de Lake Placid, competición en la que España no contaba con representante desde 1971.